# Mary Pride
Mary Pride (Nova York, 1955) és una autora i productora en revistes d'educació a la llar i temes cristians. És més coneguda pels seus treballs d'educació a la llar, i per les seves publicacions sobre el rol de les dones, la tecnologia informàtica en l'educació, els drets dels pares, i pensament nova era d'uns conservadors des d'una perspectiva evangèlica. Pel seu paper pioner en l'autoria de les guies per al moviment d'educació a la llar, Prid ha estat descrita com "la reina del moviment de l'escola a casa" i com una guru de "l'educació a la llar". Partint del seu primer llibre, The Way Home, també és considerada una pionera en el moviment Quiverfull cristià.